# Rox (Sängerin)
Rox, bürgerlich Roxanne Tataei  (* 1988 in London), ist eine englische Popsängerin und Songwriterin iranisch-jamaikanischer Herkunft.

## Leben
1988 wurde Roxanne Tataei als Tochter eines Iraners und einer Jamaikanerin in London geboren. Schon als Zehnjährige reiste sie mit dem National Youth Music Theatre durch England. Mit 14 Jahren bekam sie ihre erste Gitarre, im Jahr 2007 gründete sie ihre erste Band.
Beim SWR3-NewPop-Festival im September 2010 gab Rox ein Konzert im Theater Baden-Baden.

## Diskografie

### Alben
- 2010: Memoirs

### Singles
- 2009: No Going Back
- 2010: My Babe Left Me
- 2010: I Don’t Believe